# Na celowniku mafii
Na celowniku mafii – amerykański film gangsterski z 1936 roku w reżyserii Wlliama Keighleya.

## Treść
Były stróż prawa Johnny Blake (Edward G. Robinson) trafia do gangu Ala Krugera. Tymczasem inny gangster podejrzewa, że Blake w rzeczywistości jest informatorem policji.

## Obsada
- Edward G. Robinson – Detective Johnny Blake
- Joan Blondell – Lee Morgan
- Barton MacLane – Al Kruger
- Humphrey Bogart – Nick 'Bugs' Fenner
- Frank McHugh – Herman McCloskey
- Joe King – kapitan Dan "Mac" McLaren (wystąpił jako Joseph King)
- Dick Purcell – Ed Driscoll (wystąpił jako Richard Purcell)
- George E. Stone – Wires Kagel
- Joseph Crehan – rzecznik ławy przysięgłych
- Henry O’Neill – Ward Bryant
- Henry Kolker – pan Hollister
- Gilbert Emery – pan Thorndyke
- Herbert Rawlinson – pan Caldwell
- Louise Beavers – Nellie LaFleur
- Norman Willis - Louie Vinci
- Frank Faylen – Gatley (niewymieniony w czołówce)